# 哥伦布半美元
哥伦布半美元（英語：Columbian half dollar）是美国铸币局1892至1893年铸造的50美分硬币，也是美国历史上首枚纪念币，用于为1893年的芝加哥哥伦布纪念博览会筹资同时纪念克里斯托弗·哥伦布首访新大陆400周年。硬币正面是哥伦布头像，是首枚刻上历史人物的美国硬币。
由于建设预算不足，博览会的组织者期望获得联邦政府拨款。国会同意授权铸造纪念币，双方都相信这些硬币可以作为纪念品高价出售。博览会官员詹姆斯·埃尔斯沃斯希望纪念币可以根据他买下的一幅画作设计，该画由洛伦佐·洛托创作，据称正是哥伦布的肖像。铸币局首席雕刻师查尔斯·爱德华·巴伯起初设计的草图所获反响不佳，博览会官员于是转为考虑艺术家奥林·沃纳的设计方案，沃纳的方案再经巴伯和助手乔治··摩根的调整，成为半美元的最终设计方案。
铸币局实际铸造了约500万枚半美元硬币，远超实际所需，因此有近半数予以熔毁。由于以纪念品价格发售的硬币还不到40万枚，因此并不足以解决博览会的财务困境。进入市场流通的哥伦布半美元约有200万枚，流通周期一直持续到20世纪50年代。如今，成色上仍然达到未经流通标准的半美元售价尚不足20美元，如果成色与最初发行的原始状态接近，那么售价可以达到上千美元，但这都远不及1892年雷明顿打字机公司买下首枚半美元作为宣传噱头的1万美元花费。

## 博览会
1890年，联邦国会通过立法，为纪念克里斯托弗·哥伦布首访新大陆400周年的世界博览会提供联邦赞助。法案建立哥伦布纪念博览会委员会负责展会事务。芝加哥的一些头面人物建立哥伦布纪念博览会公司来组织场馆建设，但由于在具体权责上难以达成一致，该公司经常会出现内讧。如果没有建筑委员会主席丹尼尔·伯纳姆（Daniel Burnham）的贡献，这场博览会的场馆可能根本无法建成。伯纳姆最喜欢的口头禅是这么一句话：“别做什么小计划，这完全无法点燃男人的激情”，他成为博览会建筑工程的全权负责人。
博览会选址在密歇根湖畔一片未经开发的土地，占地面积约280公顷。建筑物采用古典风格，显现出希腊和罗马的建筑风格，用熟石膏和汉麻结合，营造出大理石般的效果。时任美国总统本杰明·哈里森邀请“全世界”参与盛会，海外多个国家来此搭建展馆，美国的所有州和领地都有参与。

## 构想

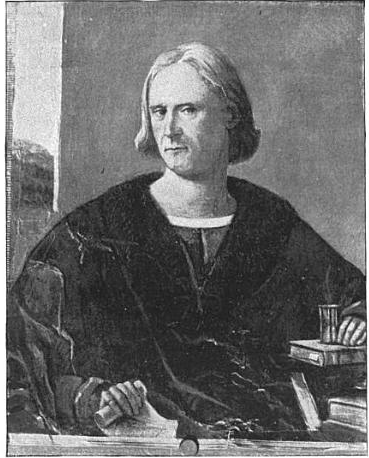
洛伦佐·洛托画作的复制品，据说所画的是哥伦布肖像的复制品，半美元硬币的正面就是以这幅画为基础。

博览会公司博雅委员会主席詹姆斯·埃尔斯沃思（James Ellsworth）购买了洛伦佐·洛托（Lorenzo Lotto）的一幅16世纪画作，据说画上的博学之士正是哥伦布。埃尔斯沃斯非常希望能推出纪念币来为博览会作宣传，在他的极力推动下，这一工作于1892年1月开始。在另一位博览会官员、作家兼记者威廉·埃利罗伊·柯蒂斯（William Eleroy Curtis）的建议下，埃尔斯沃斯打算在硬币正面刻上画作上的哥伦布肖像。1892年4月，他们得到美国铸币局局长爱德华·利奇（Edward O. Leech）的支持，后者打算在一面刻上哥伦布的肖像，另一面则附上适当的铭文。1891年，铸币局在铸造新银币的竞争中落败，首席雕刻师查尔斯·爱德华·巴伯设计的巴伯造币就是由此诞生。这几种新硬币饱受指责，所以铸币局受到了很大压力。对此事非常了解的柯蒂斯与埃尔斯沃思商谈后决定，由埃尔斯沃思主控新纪念币的设计过程，以期在确保采用洛托所绘画像作为硬币主题的同时，也能令硬币的设计更加出彩。此前的美国硬币上经常会刻上自由女神，但还从未以真实人物为主题。
到1892年5月时，博览会的预算已出现明显不足，还需要更多资金才能让各项建筑工程完工。博览会公司已经发售了股票，芝加哥市也发行了债务来为博览会集资，但由于之前大幅低估了施工预算，因此资金仍是捉襟见肘。博览会公司希望联邦政府再资助500万美元来完成建设工作，但国会中有许多议员反对直接拨款。为此，一些支持者提议，这500万美元可以通过销售特别发行的半美元硬币纪念品筹集。美国此前还从来没有铸造过纪念币，博览会的组织者预计，这些硬币可以直接以其面值的两倍价格向公众销售。铸造硬币所需的贵金属可以就地取材，将联邦财政部已有的过时或重量不足的银币熔融获得，这样政府除硬币铸造工程的开销外，无需承担其它任何费用。联邦参议院就法案展开辩论期间，来自爱荷华州的参议员威廉·B·阿利森（William B. Allison）预见：这些硬币“不但可以作为这一天和这一代人的纪念品，还会世世代代传承下去，孩子们会哭闹着想要它们，老人们也一心要得到它们”。但俄亥俄州联邦参议员约翰·舍曼则告诫道：这种“半美元的庞大数量将摧毁它们的纪念价值”。哥伦比亚特区即将迎来炎热的盛夏，国会议员一心要赶快解决已有议题，以便离开首都避暑，为此双方达成妥协，将纪念币的总铸造金额减半为250万美元，即500万枚半美元硬币。1892年8月5日，联邦国会通过立法，授权铸造哥伦布半美元。

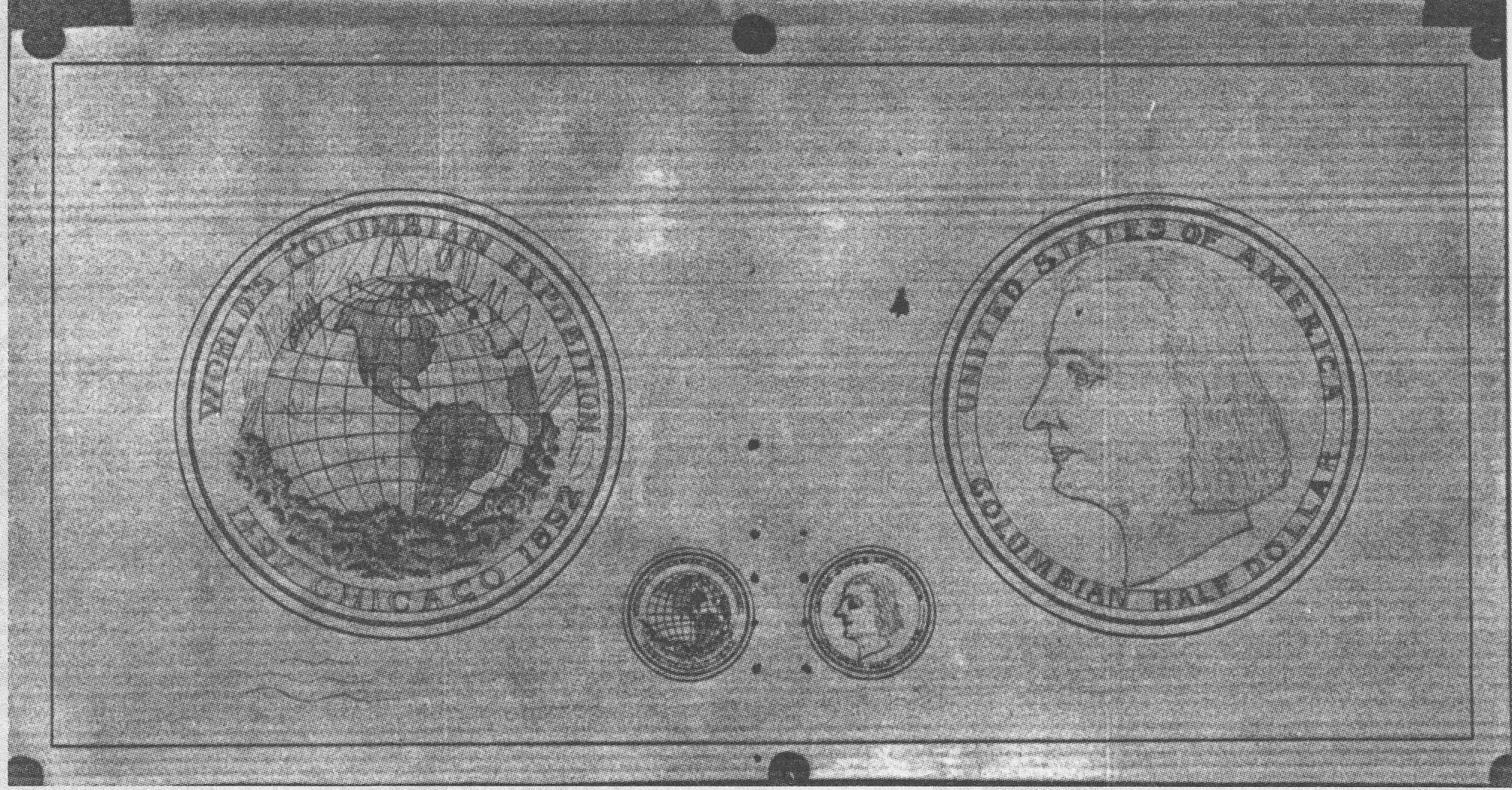
查尔斯·爱德华·巴伯于1892年8月设计的半美元设计草图原稿

1892年7月，柯蒂斯给利奇寄去一张洛托画作的照片，利奇与巴伯经过商议后回复称，硬币雕刻无法刻出人物正脸。由于巴伯只能刻出哥伦布的侧脸，因此柯蒂斯安排由博览会公司出资聘请当时名不见经传的哥伦比亚特区雕塑家乌尔里克·斯通沃尔·杰克逊·邓巴（Ulric Stonewall Jackson Dunbar），由他根据画作制作出哥伦布的半身像，再将完成的半身像转交远在费城的巴伯。巴伯根据半身像准备了多份草图，再于8月15日交给铸币局代理局长罗伯特·普雷斯顿（Robert E. Preston，利奇这时正在休假），普雷斯顿再将之转交芝加哥负责博览会事务的官员。埃尔斯沃思向为博览会工作的艺术家展示这些草图，还向新闻界发布。草图艺术反响欠佳，许多报纸称其上的人物与其说是哥伦布，倒不如说更像是位长头发的教授。埃尔斯沃斯曾多次就洛托画作上是否真是哥伦布一事展开辩论，对他人的怀疑深感愤怒，结果硬币草图的反响又是如此不堪，为此他拒绝再把自己买下的画作拿出来供设计者参考。

## 设计
巴伯的草图并非哥伦布半美元最早的设计方案。艺术家弗兰克·米勒特（Frank Millet）曾于8月上旬建议博览会装饰总监奥林·沃纳（Olin Warner）亲自设计这款硬币。沃纳根据另一幅画作描绘出哥伦布的侧脸形象作为硬币正面，反面则是艘轻型多桅帆船，代表当年哥伦布的旗舰“圣玛利亚号”，船下有地球的东、西两半球，不过其上没有各大洲的轮廓。沃纳的设计得到正在博览会制作雕塑的多位艺术家肯定。利奇也对此推波助澜，8月26日度假归来后，他立即向博览会组织方发去木刻版畫，其上有根据西班牙正式发布的纪念哥伦布首访新大陆400周年奖章制作的雕刻，还请国务院安排美国驻马德里大使馆设法取得一枚奖章，之后拿到的这枚奖章还得以纳入美国铸币局收藏。

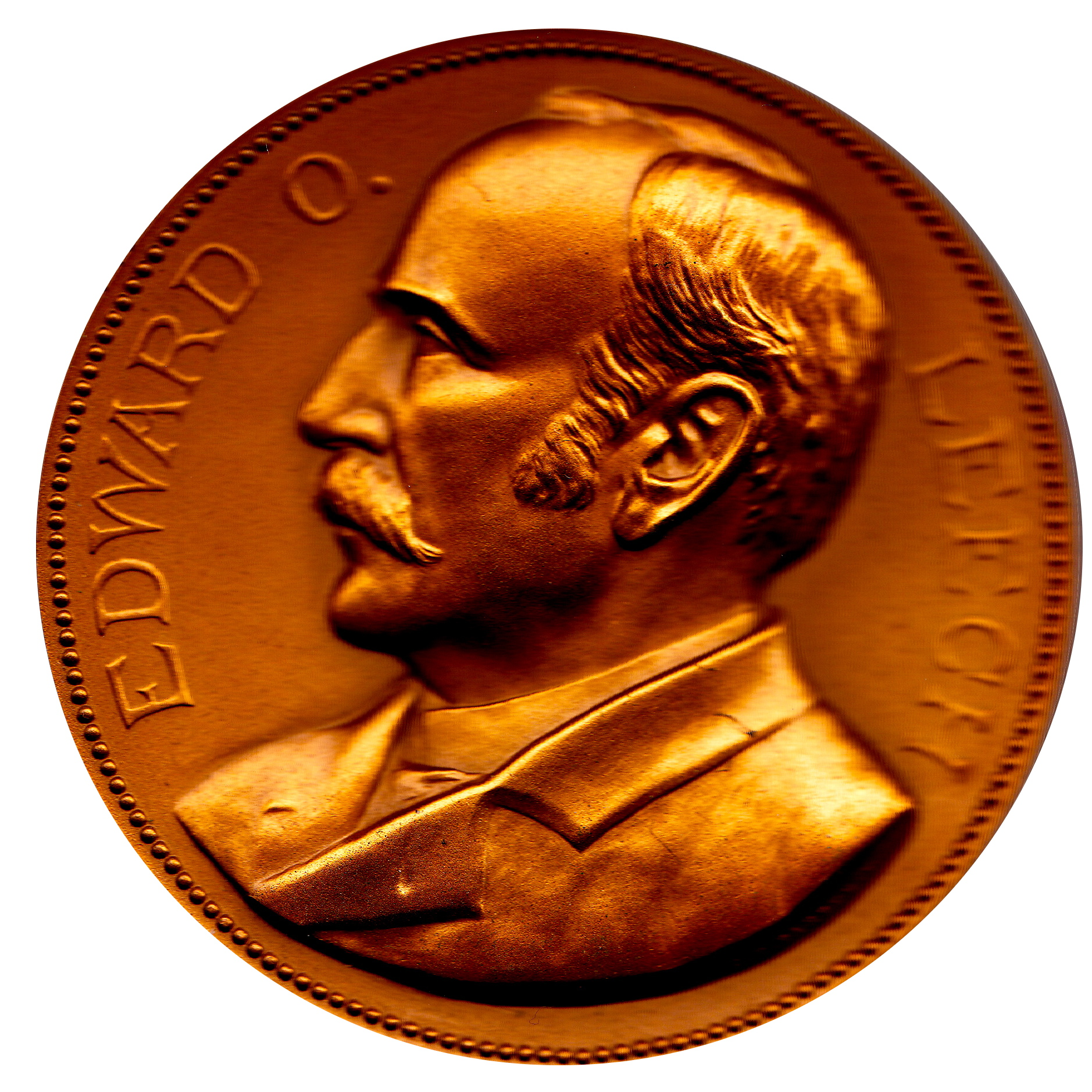
由查尔斯·爱德华·巴伯设计的铸币局勋章，其上所刻的是局长爱德华·利奇。

铸币局愿意由博览会公司主导硬币设计，埃尔斯沃斯在8月底同意让步，允许设计者参考自己买下的画作，但博览会公司财务委员会无法在入选设计方案上达成一致。沃纳开始设计10月博览会落成仪式上各委员会委员所需佩戴的徽章，不过博览会还要等到1893年5月才会向公众开放。有些徽章上有哥伦布的浮雕肖像，并且肖像正是以洛托的画作为参考，因此一经面世就有人认为这有可能会是半美元的设计基础。博览会公司还考虑过铸币局提供的两套方案，其中一套上有三艘船只，另一套上只有一艘船和西半球。当时还有记载称，博览会公司还考虑过以博览会上的一幢建筑物为主题的硬币反面设计方案。
博览会官员对旷日持久的反复讨论感到厌烦，要求与铸币局官员举行会面，给设计拍板。博览会公司已陷入严重的经济困境，急需将纪念币投入市场销售。在利奇的首肯下，巴伯前往芝加哥，于1892年9月23日与博览会公司财务委员会举行会议。双方同意，硬币正面根据10月的徽章设计，反面则以沃纳的设计理念推进。
纪念币上需要铭文，但徽章上没有这样的内容，为此巴伯将原图案缩小，在其周围以字母环绕。沃纳的设计稿上没有为硬币反面的船只提供丰富细节，巴伯于是请埃尔斯沃斯给博览会上展出的“圣玛利亚号”拍张照片，再把硬币反面的设计工作交给助理雕刻师乔治··摩根（George T. Morgan）负责。巴伯意识到，埃尔斯沃斯非常希望能让洛托的画作在硬币设计中发挥重要作用，他在10月多次给埃尔斯沃斯发去措辞热烈的信件，告知设计工作的进展情况。到10月17日，巴伯已经完成模具设计，铸币局到31日时已经制出多枚样币，巴伯在信中告知埃尔斯沃斯，称利奇对纪念币有高度评价，称赞这是铸币局所铸造最漂亮的硬币。利奇曾在一年前对多种巴伯造币的设计方案加以微调，但这次他没有插手半美元的设计，而是于11月9日离开美国，前往布鲁塞尔参加货币会议。
11月11日，巴伯给埃尔斯沃斯寄去印有硬币最终设计图案的纸板，后者对之表示满意。巴伯直接对主模头做了最后的一点调整，没有再修改放置于車床上的母模。他的父亲兼上任首席雕刻师威廉·巴伯就曾采用过这样的方法，查尔斯·巴伯也更倾向于调整主模头，而不是尺寸上更加庞大的母模。巴伯在设计稿中加入了自己与摩根的姓氏缩写和。其中位于硬币正面，哥伦布的名字一词的字母上方，哥伦布半身像的左侧衣领位置（硬币左侧）；字母则隐藏在硬币反面，位于船的索具中。

## 发行
1892年11月19日，《芝加哥论坛报》在报道中这样描述费城铸币局铸造首批哥伦布半美元的情景：
 世界博览会委员会的詹姆斯·埃尔斯沃思代表（博览会公司）……今天铸造了超过2000枚纪念币，并且这一工作会一直持续到国会捐赠的全部500万枚完成为止……令人遗憾的是，（今天）铸出的第一枚硬币就因存在一点小瑕疵而报废……接下来，硬币还在继续从钢制模具表面压制出来，并接受（费城铸币局首席）铸币员（威廉··）施特尔（William S. Steel）、雕刻师巴伯、以及费城铸币局局长（奥利弗·）波斯比谢尔的严格检阅。每条线都显得轮廓分明，硬币上那位新大陆的发现者，似乎也满意地看着这件作品。

货币学家安东尼·斯沃泰克（Anthony Swiatek）和沃尔特·布林（Walter Breen）曾撰写过美国早期纪念币的百科全书，书中认为，费城铸币局当年铸造的首枚哥伦布半美元虽然略有瑕疵，但并没有销毁，而是转交给了埃尔斯沃斯，后者是当时知名的收藏家，拥有罕见的布拉瑟达布伦金币和两枚1804银元标本。书中还认为，有经验的铸币工人应该不会选择一块有缺陷的圆片来铸造首枚硬币，并且埃尔斯沃斯应该是得到波斯比谢尔的首肯而获得这枚硬币。

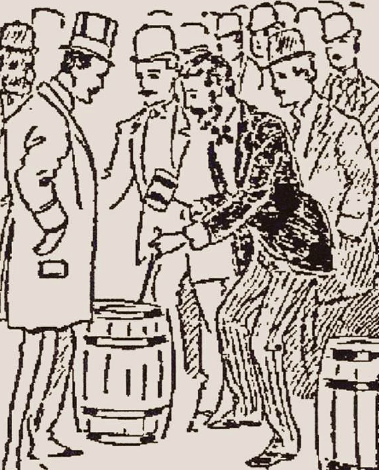
这幅同时代木版画描绘的是博览会公司主席哈洛·希金博桑为首桶哥伦布半美元开盘的情景

12月15日，铸币局将5桶新硬币运到芝加哥，每桶盛有1万枚半美元。每个桶内装有5个袋子，每袋盛有2000枚金币，但有一个桶的一个袋子里有意少放了4枚硬币，分别是铸币局在首日铸造的第1、第400、第1492和第1892枚硬币，每枚放入1只信封，4只信封再一起放入桶里所装的一个雪茄盒子。5个桶被送到芝加哥财政分署，再于12月19日下午13点移交博览会总部，兰德·麦克纳利大厦（Rand McNally Building）404房。博览会公司主席哈洛·希金博桑（Harlow N. Higinbotham）手持木槌和凿子打开盛有雪茄盒的小桶，并取出盒子，将其中3个信封装进口袋。希金博桑向围观群众展示了第一枚硬币，然后再用这枚硬币换来威科夫、西曼斯和本尼迪克特公司（之后更名雷明顿打字机公司，博览会官方使用的打字机就是由该公司生产）的一纸支票，数额高达1万美元，该公司以此作为噱头来作宣传。之后，这枚硬币被捐给新成立的哥伦布博物馆（如今的菲爾德自然史博物館）。博览会公司马上为半美元定价1美元开售，第一批硬币很快就销售一空，许多买家排队购买，还有人通过邮购，或是购买地方银行分配到的硬币。哥伦布半美元没有正式包装，各银行会向买主提供各种样式的文件夹盛放。
硬币发售后，大部分新闻报道主要关注的都是半美元面值却以一美元价格销售。科罗拉多《太阳报》在评论中写道：“世界博览会的主办者们打的一手好算盘，要把500万枚半美元纪念币高价出售。芝加哥的期货投机意识看来是无法阻止的。”费城《呼叫报》也有同样看法：“或许世界博览会上把50美分的纪念品以1美元价格出售可以成为一种参照，让前往芝加哥的游客对物价的普遍上涨程度有一点感性认识。”硬币的设计也成为谈资，费城《记事报》声称：“如果事先不知道这是纪念哥伦布的半美元硬币，那么一般人恐怕会拿不定主意，不知其上所刻人物到底是丹尼尔·韦伯斯特还是亨利·沃德·比彻”（Henry Ward Beecher）。《波士顿环球报》（The Boston Globe）的措辞更为尖刻：“一看到新的哥伦布纪念品硬币，人们就会不由自主的感叹，这哥伦布干嘛不长得帅一点呢。”《加尔维斯顿每日新闻》（Galveston Daily News）在报道中这样写道：
 硬币正面的人物形象仿佛端坐的已故印第安人酋长坐牛。谁知道这个人居然是哥伦布……哥伦布的船看起来好像正在满帆前进。乍一看这船下面似乎还有轮子，不过细看倒是能认出那两轮子其实是东、西两个半球。船的周围仿佛有一圈海豚，只能估计都是海浪吧。船的尾端还伸出了一条钓杆，估计那位很有冒险精神的海员（指哥伦布）要么正在钓鱼，要么那条从船上垂到海里的绳子上就还拖着一条鱼。船的下面还有数字1492 。这种硬币和以前发行的半美元无论尺寸还是重量都一样，也只能买50美分啤酒，但售价却要高得多。

## 发售和影响

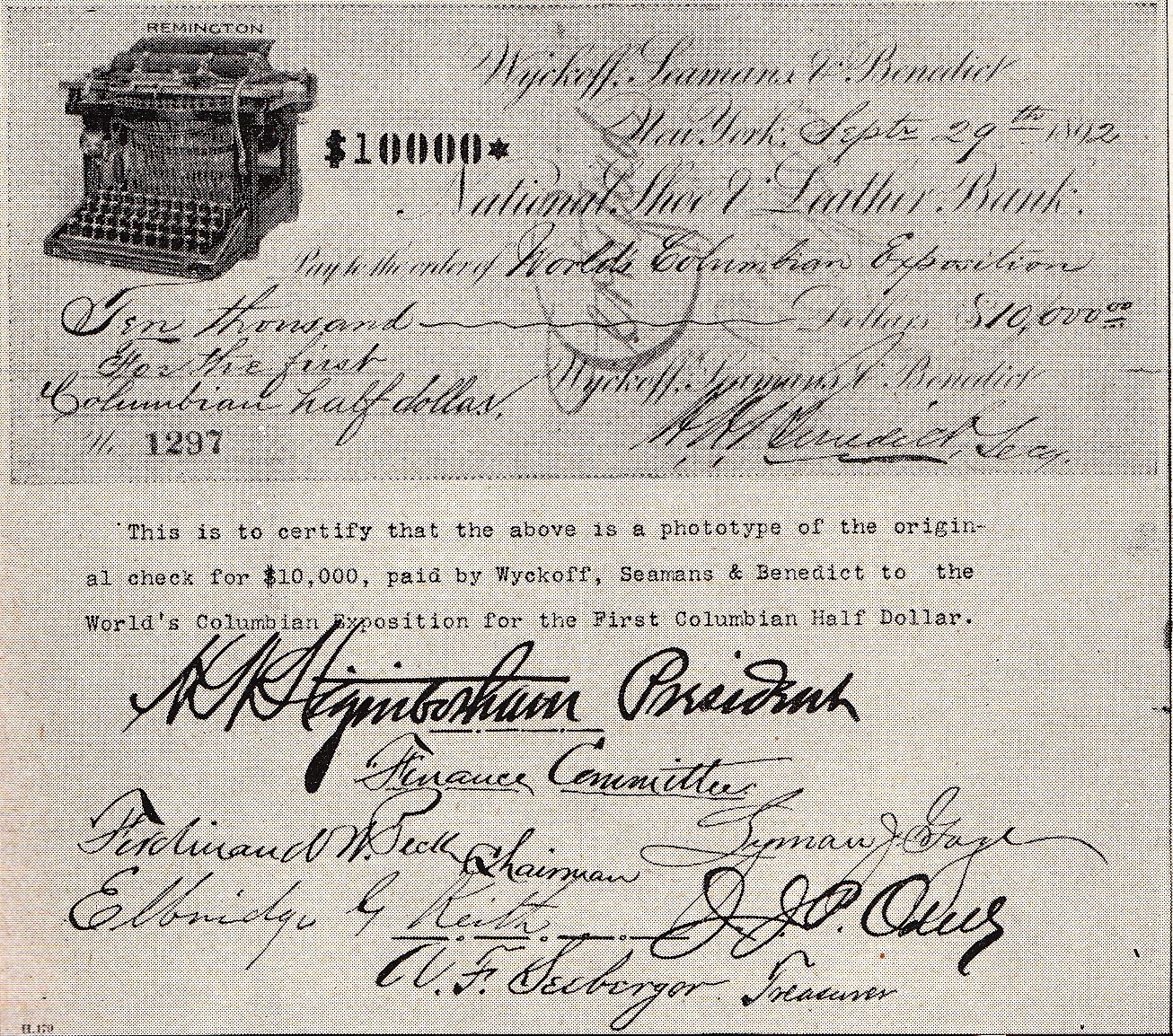
当年购买首枚哥伦布半美元的支票

埃尔斯沃斯从报下剪下一篇批评纪念币的文章，并将之寄给巴伯和沃纳。巴伯对此非常愤怒，写出5页纸的文章反驳，声称芝加哥的报纸哗众取宠，没有表达出大众的意见。沃纳则递交了辞呈，表示自己还没看到过新币，“但我敢打赌看起来肯定和模型不像”。巴伯调低了沃纳设计中硬币的凹凸高度差，以确保新币符合硬币流通标准，而且便于堆叠存放，但这一做法受到评论家的极大非议，他们认为这些硬币只是纪念品，不大可能会进入市场流通，所以巴伯的调整纯粹是画蛇添足。
根据巴伯和波斯比谢尔的建议，铸币局制作了多枚精制币。埃尔斯沃斯对此反应热烈，打算将这些精制币包装成礼物，但令他不满的是，自己必须同博览会公司主席希金博桑分享这些硬币。1892年的精制币包括最先铸造的100枚硬币，以及第400、第1492和第1892枚。1893年铸造的精制币数量尚无定论：理查德·约曼（Richard S. Yeoman）的《美国钱币指南手册》（A Guide Book of United States Coins）估计这年铸币局一共铸造了约100枚精制币，货币学家艾拉·戈德堡（Ira Goldberg）2011年发表的文章中则认为这个数字应该会小于10。1893年铸造的首枚精制币现存放在芝加哥历史协会。铸币局曾考虑将哥伦布半美元收入精制币套装，但当时精制币的售价只比面值高几美分，为避免不流通的纪念币贬值，精制哥伦布半美元的售价必须超过1美元。在这样的情况下，铸币局官员决定不公开发售精制哥伦布半美元。

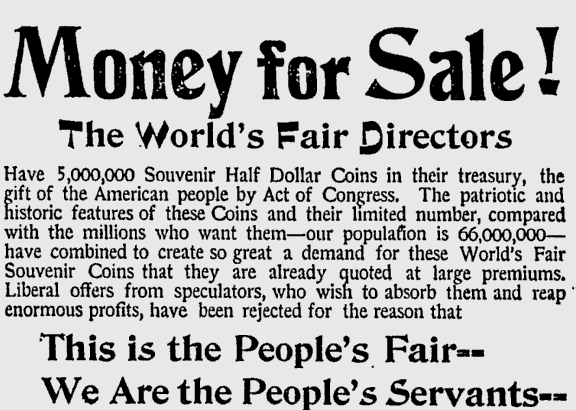
博览会官员在全美各地的报纸上刊登出类似上图的广告，最上方的英语大字意为“卖钱啦！”

进入新年后铸造的硬币所标年份改为1893，这样的硬币共有400万枚出头，其它的都标示为1892年铸造。哥伦布半美元的总铸造量为500万零2105枚，超过了国会授权和化验委员会检验所需的总铸造量。到1893年2月时，硬币的销售情况已经急转直下，博览会公司将200万枚半美元存入芝加哥的多家银行作为贷款抵押。3月，国会截留了114万1700枚半美元硬币，用来支付政府之前的开销，如展品评审以及为参展人员提供纪念章所需费用。博览会公司只要同意承担这笔开销就可以赎回这批半美元硬币，但他们没有接受这一条件，指责政府此举背信弃义。博览会公司还表示，今后不会再遵守1892年一条法案中禁止博览会在周日开放的规定。
博览会上用半美元硬币搭建出哥伦比亚特区的财政部大楼模型，全长6.1米，高1.2米，为纪念币发售做宣传。买家可以直接购买这些搭建模型的硬币，但必须要等到博览会闭幕才能取走。1893年6月，博览会管理方用哥伦布半美元堆叠出高达6.7米的華盛頓紀念碑模型。到10月博览会闭幕时，无论展会组织方、财政部还是芝加哥的众多银行都积压了大量半美元硬币，以每枚1美元的价格出售给公众的一共仅有35万8645枚。
博览会结束后，还有约460万枚半美元硬币未能售出。会议组织方希望这些硬币不予发行，以期为那些已经支付高价的买家提供价格保护。博览会公司持有的硬币经铸币局收回予以融毁，由此产生的处理费用经国会法案免除。1894年10月，之前被财政部扣押的一部分硬币开始以面值发售，但愿意购买的民众仍然寥寥无几，这些硬币接下来开始进入流通。芝加哥的多家银行一共拥有约100万枚哥伦布半美元，这些硬币也都进入市场流通。铸币局融毁的半美元有250万1700枚，但公众手中仍然仍有相当数量的纪念币。硬币经销商兼钱币历史学家昆汀·戴维·鲍尔斯早在20世纪50年代时就开始收集硬币，那时他还是个孩子，根据他的回忆，哥伦布半美元是当时仍在流通的19世纪美国硬币中最为常见的一种。直到20世纪30年代，那些成色上还能达到尚未经市场流通级别的硬币才能卖到1美元的原价。20世纪60年代，美国的银币开始由贱金属硬币取代，贵金属硬币价格也随之上涨。根据理查德·约曼（Richard S. Yeoman）2012年版的《美国钱币指南手册》（A Guide Book of United States Coins），几乎未经流通过，谢尔顿硬币分级标准有-50的这种硬币售价尚不足20美元，但要是几乎保持着原始状态的-66级别，则可以达到上千美元。
哥伦布半美元发行后的销售业绩惨淡，并且大部分尚存样本成色都很差，这其中的一个重要原因就是1893年大恐慌——美国历史上最严重的经济衰退之一——就是在博览会期间开始。以当时的物价水平而言，50美分就可以让一家人吃饱饭，不至忍饥挨饿，在这样的情况下，平均每位博览会游客却要花掉1.18美元。展会游客们不愿意用一美元去换取一枚50美分的硬币，即便是在经济恐慌开始前花钱买下了纪念币的游客，很多都只能将其花掉。

### 脚注
1. 1 2  Moran，第71頁.
2. ↑  Bowers，第4頁.
3. ↑  Moran，第71–72頁.
4. 1 2  Goldberg，第171頁.
5. ↑  Moran，第76頁.
6. ↑  Vermeule，第91頁.
7. 1 2  Moran，第75頁.
8. 1 2  Schefler，第55頁.
9. ↑  Lange，第126頁.
10. ↑  Moran，第79–80頁.
11. ↑  Moran，第76, 80–81頁.
12. 1 2  Swiatek & Breen，第58頁.
13. ↑  Moran，第80–81頁.
14. 1 2  Moran，第81頁.
15. ↑  Taxay，第4頁.
16. ↑  Moran，第82–84頁.
17. ↑  Moran，第82–83頁.
18. ↑  Swiatek & Breen，第57–58頁.
19. ↑  Bowers Encyclopedia, Part 2.
20. ↑  Swiatek & Breen，第69頁.
21. ↑  Bowers Encyclopedia, Part 3.
22. 1 2  Goldberg，第172頁.
23. ↑  Oliver & Kelly，第242–243頁.
24. ↑  Bowers Encyclopedia, Part 4.
25. 1 2  Bowers Encyclopedia, Part 6.
26. 1 2 3 4 5 6 7 8 9 10 11  Bowers Encyclopedia, Part 5.
27. 1 2  Moran，第84頁.
28. ↑  Moran，第82–87頁.
29. ↑  Moran，第84, 86頁.
30. 1 2  Yeoman，第279頁.
31. ↑  Breen，第582頁.
32. ↑  Lange，第125頁.
33. 1 2 3 4 5  Moran，第113頁.
34. ↑  Moran，第86頁.
35. ↑  Swiatek & Breen，第64–65頁.